# 李鍾峩
李鍾峩（1661年—1749年），字雪原，又字雷泉，号芝麓，四川通江县人，清朝官員。同進士出身。

## 生平
康熙四十五年（1706年），李鍾峩中式丙戌科三甲進士。选庶吉士，散馆授翰林院检讨。康熙五十六年（1717年）提督福建學政。康熙五十九年（1720年），提督广西学政。此后历升翰林院侍讲、春坊庶子，侍读等。雍正五年（1727年），任太常寺少卿。乾隆十四年（1749年）卒。